# Caladenia lobata
Caladenia lobata är en orkidéart som beskrevs av Robert Desmond David Fitzgerald. Caladenia lobata ingår i släktet Caladenia och familjen orkidéer. Inga underarter finns listade i Catalogue of Life.